# MKS Toolkit
MKS Toolkit es un paquete de software producido y mantenido por PTC Inc., el cual provee un entorno Unix-like para scripting, conectividad y portado de software Unix y Linux a sistemas Windows de 32 y 64 bits. Hasta la versión 4.4, versiones para MS-DOS y OS/2 estuvieron disponibles. Estuvo disponible en varias versiones, como MKS Toolkit for Developers, Power Users, Enterprise Developers, Interoperability y Enterprise Developer, siendo esta última la más completa
Antes de PTC, MKS Toolkit fue propiedad de MKS Inc. En 1999, MKS fue adquirido por una compañía llamada Datafocus Inc. El producto de Datafocus NuTCRACKER introdujo MKS Toolkit desde 1994 como parte de las tecnologías de compatibilidad con Unix. MKS Toolkit fue licenciado para Microsoft para las primeras dos versiones de Windows Services for UNIX, pero fue dejado de lado posteriormente en favor de Interix tras la adquisición de la compañía detrás de esta última.
La versión 10.0 estuvo disponible a 2017 de 10.

## Visión general
Los productos de MKS Toolkit ofrecen funcionalidades a las siguientes áreas:
- Varios entornos de shell — Bourne shell, Korn shell, Bash, C shell, Tcl shell
- Más de 400 comandos Unix tradicionales, entre ellos grep, awk, sed, vi, ls, kill, etc.[4]
- Más de 70 comandos de Windows específicos, como registry, shortcut, desktop, wcopy, db, dde, userinfo, y otros.[5]
- Comandos de archivado, como tar, cpio, pax, zip, bzip2, ar, y más
- Clientes y servidores de conectividad, tales como ssh, remote shell, telnet, xterm, kterm, rexec, rlogin, entre otros.[6]
- APIs de portado, incluyendo including fork(), señales, alarmas, hilos y más.[7]
- APIs de portado gráfico como X11, ncurses, Motif, OpenGL, ...

## Sistemas operativos soportados
MKS Toolkit soporta versiones de Windows NT de 32 y 64 bits. Las versiones de 32 bits de Windows 9x tenían menos funcionalidades. Versiones anteriores podían correr en sistemas operativos MS-DOS y compatibles.

## Lectura adicional
- Mark Olsen (1989). Computers and the Humanities, MKS Toolkit: UNIX Tools under MS-DOS 23 (3 edición). pp. 267-270. (enlace roto disponible en Internet Archive; véase el historial, la primera versión y la última).
- Emmett Dulaney (2 de abril de 2004). «Review: Evaluating MKS Toolkit for Developers 8.6». Dr. Dobb's.